# Seehauser Forst
Der Seehauser Forst ist eine Gemarkung im Landkreis Traunstein und war ein gemeindefreies Gebiet.
Die Gemarkung liegt vollständig auf dem Gemeindegebiet von Ruhpolding und ist etwa 2854 Hektar groß. Sie grenzt im Norden an die Gemarkung Vachenau, im Osten an die Gemarkung Zeller Forst (099879) und im Westen an die Gemarkungen Forst Reit im Winkl (099882), Reit im Winkl (099881) und Urschlauer Forst (099874). Im Süden grenzt die Gemarkung an das österreichische Bundesland Salzburg.
Das gemeindefreie Gebiet mit einer Fläche von 2854,63 Hektar wurde zwischen dem 1. Oktober 1966 und 1. April 1979 (1. Januar 1980?) in die Gemeinde Ruhpolding eingegliedert.